# Conversão gênica enviesada
Conversão gênica enviesada é um conceito extraído de estudos moleculares recentes que sugerem um favorecimento das bases GC em detrimento das bases AT no processo de combinação gênica.
Estudos comparativos da taxa de substituição de bases entre genes humanos e de chimpanzés demonstraram que nos humanos os éxons realacionados a uma taxa mais rápida de substituição tendem a ter um predomínio de alterações AT para GC.
Essa tendência implicaria na manutenção de determinadas mutações genéticas independentemente de serem deletérias ou não.

## Ligações Externas
- Conversão Gênica
- Diário de Notícias Selecção natural não explica toda a evolução - Luís Naves, Janeiro 2009